# Darwinopterus
Darwinopterus modularis
Genre
Espèces de rang inférieur
- † D. modularis Lü et al., 2010, (espèce type)
- † D. linglongtaensis Wang et al., 2010
- † D. robustodens Lü et al., 2011

Espèce
Darwinopterus est un genre fossile de ptérosaures découvert dans le Liaoning, province du nord-est de la Chine. Il est daté du Jurassique moyen et supérieur. Selon Paleobiology Database en 2025, ce genre Darwinopterus a trois espèces référencées, l'espèce type Darwinopterus modularis, Darwinopterus linglongtaensis et Darwinopterus robustodens.

## Historique
Le genre Darwinopterus est décrit 2010 par le paléontologue chinois Lü Junchang et ses collègues et nommé d'après le biologiste anglais Charles Darwin,.

### Fossiles
Selon Paleobiology Database en 2025, ce genre Darwinopterus a une seule collection référencée de fossiles. Cette collection est du Bathonien supérieur du Jurassique moyen au Kimméridgien inférieur du Jurassique supérieur, c'est-à-dire date de 167,7 à 150,8 Ma avant notre ère.

### Holotype
L'holotype (exemplaire numéro ZMNH M8782) est un squelette bien conservé, le crâne, la mâchoire, une colonne vertébrale presque complète, le sternum partiellement conservé, la ceinture scapulaire, le bassin, une patte avant gauche (aile) partiellement conservé et des parties des pattes arrière. Le fossile est conservé dans le Musée d'Histoire Naturelle de Zhejiang à Hanzhou dans la province de Zhejiang.

## Caractéristiques morphologiques

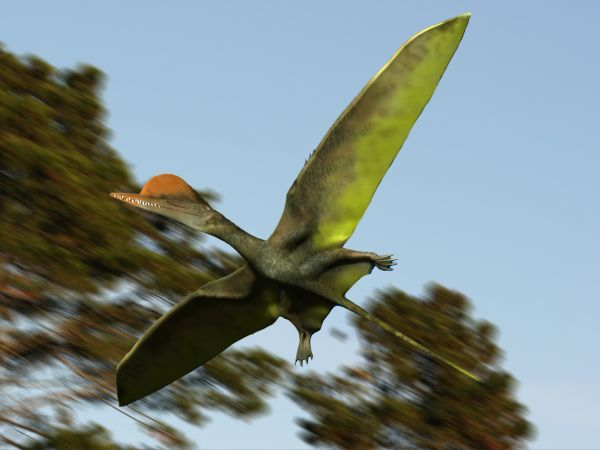
Restitution de Darwinopterus modularis par le paléoartiste Nobu Tamura.

L'espèce type Darwinopterus modularis est connue à partir d'une vingtaine de spécimens fossiles, tous recueillis dans la formation du Xian de Jianchang dans la province du Liaoning, qui date du Jurassique moyen.
De la taille d'une mouette, Darwinopterus était un ptérosaure relativement petit avec une longue queue. Sur les spécimens connus, le crâne a une longueur de 14 à 19 cm, les ailes sont de 34 à 46 cm de long. Le crâne est presque deux fois plus long que les vertèbres dorsales et sacrées ensemble - ce ratio est supérieur à toute autre base de référence pour les ptérosaures et particulièrement pour les Pterodactyloidea. La partie avant du crâne à partir de l'orbite représente plus de 80 % de la longueur du crâne (un caractère dérivé de certains Pterodactyloidea). La partie antérieure (nasale) et les fenêtres antéorbitaires du crâne sont unies pour former une cavité naso-antéorbitaire parfois réduite par une bande d'os incomplète. Le crâne est prolongé par une petite crête, semblable à celle de Germanodactylus ou d'autres Dsungaripteroidea qui s'étend de l'extrémité avant de la fenêtre naso-antéorbitaire à l’arrière du crâne. La mâchoire contient 15 paires de dents pointues dont la longueur décroit à partir de l'avant de la mâchoire. Les vertèbres cervicales sont très allongées. Les côtes cervicales sont réduites ou complètement absentes. La longue queue raidie possède plus de 20 vertèbres. Les pattes postérieures sont caractérisées par la brièveté des métatarsiens, qui représentent moins de 66 % de la longueur du fémur, et cinq doigts, dont deux sont étirés.

## Reproduction
Des scientifiques du Canadian Museum of Nature d'Ottawa ont découvert dans la province du Liaoning (Chine) un spécimen de Darwinopterus femelle avec son œuf. L'analyse chimique de l'œuf semble indiquer que les ptérosaures pondaient des œufs à coquille molle comme les reptiles actuels et non comme les oiseaux, et les enterraient dans un sol humide avant de les abandonner. C'est la première fois qu'un fossile contenant des œufs a été ainsi découvert.

## Systématique
L'espèce type affiche des caractéristiques de deux groupes : les Rhamphorhynchoidea à queue longue et les Pterodactyloidea avec la crête osseuse crânienne ; elle a été décrite comme un fossile de transition entre les deux groupes. Il s’agit d’un groupe frère des Pterodactyloidea pour laquelle un taxon a été créé : les Monofenestrata, nommés d'après la fenêtre crânienne en naso-antéorbitaire unique qui la caractérise.
La position phylogénétique de Darwinopterus est illustrée par le cladogramme suivant :
|                | Rhamphorhynchidae                                                  |
|                |                                                                    |
| Monofenestrata | \| \| Darwinopterus \| \| \| \| \| \| Pterodactyloidea \| \| \| \| |
|                | \| \| Darwinopterus \| \| \| \| \| \| Pterodactyloidea \| \| \| \| |
|                | Darwinopterus                                                      |
|                |                                                                    |
|                | Pterodactyloidea                                                   |
|                |                                                                    |

|  | Darwinopterus    |
|  |                  |
|  | Pterodactyloidea |
|  |                  |

Le cladogramme ci-dessous est reproduit de Zhou et al. (2021) et inclut les deux espèces de Kunpengopterus :
|  | Changchengopterus pani |
|  |                        |
|  | Pterodactyloidea       |
|  |                        |

|  | Kunpengopterus sinensis       |
|  |                               |
|  | Kunpengopterus antipollicatus |
|  |                               |

|  | Wukongopterus lii                                                                 |
|  |                                                                                   |
|  | \| \| Cuspicephalus scarfii \| \| \| \| \| \| Darwinopterus modularis \| \| \| \| |
|  |                                                                                   |
|  | Cuspicephalus scarfii                                                             |
|  |                                                                                   |
|  | Darwinopterus modularis                                                           |
|  |                                                                                   |

|  | Cuspicephalus scarfii   |
|  |                         |
|  | Darwinopterus modularis |
|  |                         |

|  | Kunpengopterus sinensis       |
|  |                               |
|  | Kunpengopterus antipollicatus |
|  |                               |

|  | Wukongopterus lii                                                                 |
|  |                                                                                   |
|  | \| \| Cuspicephalus scarfii \| \| \| \| \| \| Darwinopterus modularis \| \| \| \| |
|  |                                                                                   |
|  | Cuspicephalus scarfii                                                             |
|  |                                                                                   |
|  | Darwinopterus modularis                                                           |
|  |                                                                                   |

|  | Cuspicephalus scarfii   |
|  |                         |
|  | Darwinopterus modularis |
|  |                         |

|  | Kunpengopterus sinensis       |
|  |                               |
|  | Kunpengopterus antipollicatus |
|  |                               |

|  | Wukongopterus lii                                                                 |
|  |                                                                                   |
|  | \| \| Cuspicephalus scarfii \| \| \| \| \| \| Darwinopterus modularis \| \| \| \| |
|  |                                                                                   |
|  | Cuspicephalus scarfii                                                             |
|  |                                                                                   |
|  | Darwinopterus modularis                                                           |
|  |                                                                                   |

|  | Cuspicephalus scarfii   |
|  |                         |
|  | Darwinopterus modularis |
|  |                         |

|  | Kunpengopterus sinensis       |
|  |                               |
|  | Kunpengopterus antipollicatus |
|  |                               |

|  | Wukongopterus lii                                                                 |
|  |                                                                                   |
|  | \| \| Cuspicephalus scarfii \| \| \| \| \| \| Darwinopterus modularis \| \| \| \| |
|  |                                                                                   |
|  | Cuspicephalus scarfii                                                             |
|  |                                                                                   |
|  | Darwinopterus modularis                                                           |
|  |                                                                                   |

|  | Cuspicephalus scarfii   |
|  |                         |
|  | Darwinopterus modularis |
|  |                         |

|  | Changchengopterus pani |
|  |                        |
|  | Pterodactyloidea       |
|  |                        |

|  | Kunpengopterus sinensis       |
|  |                               |
|  | Kunpengopterus antipollicatus |
|  |                               |

|  | Wukongopterus lii                                                                 |
|  |                                                                                   |
|  | \| \| Cuspicephalus scarfii \| \| \| \| \| \| Darwinopterus modularis \| \| \| \| |
|  |                                                                                   |
|  | Cuspicephalus scarfii                                                             |
|  |                                                                                   |
|  | Darwinopterus modularis                                                           |
|  |                                                                                   |

|  | Cuspicephalus scarfii   |
|  |                         |
|  | Darwinopterus modularis |
|  |                         |

|  | Kunpengopterus sinensis       |
|  |                               |
|  | Kunpengopterus antipollicatus |
|  |                               |

|  | Wukongopterus lii                                                                 |
|  |                                                                                   |
|  | \| \| Cuspicephalus scarfii \| \| \| \| \| \| Darwinopterus modularis \| \| \| \| |
|  |                                                                                   |
|  | Cuspicephalus scarfii                                                             |
|  |                                                                                   |
|  | Darwinopterus modularis                                                           |
|  |                                                                                   |

|  | Cuspicephalus scarfii   |
|  |                         |
|  | Darwinopterus modularis |
|  |                         |

|  | Kunpengopterus sinensis       |
|  |                               |
|  | Kunpengopterus antipollicatus |
|  |                               |

|  | Wukongopterus lii                                                                 |
|  |                                                                                   |
|  | \| \| Cuspicephalus scarfii \| \| \| \| \| \| Darwinopterus modularis \| \| \| \| |
|  |                                                                                   |
|  | Cuspicephalus scarfii                                                             |
|  |                                                                                   |
|  | Darwinopterus modularis                                                           |
|  |                                                                                   |

|  | Cuspicephalus scarfii   |
|  |                         |
|  | Darwinopterus modularis |
|  |                         |

|  | Kunpengopterus sinensis       |
|  |                               |
|  | Kunpengopterus antipollicatus |
|  |                               |

|  | Wukongopterus lii                                                                 |
|  |                                                                                   |
|  | \| \| Cuspicephalus scarfii \| \| \| \| \| \| Darwinopterus modularis \| \| \| \| |
|  |                                                                                   |
|  | Cuspicephalus scarfii                                                             |
|  |                                                                                   |
|  | Darwinopterus modularis                                                           |
|  |                                                                                   |

|  | Cuspicephalus scarfii   |
|  |                         |
|  | Darwinopterus modularis |
|  |                         |

### Publication originale
- [2010] (en) Lü, J., Unwin, D.M., Jin, X., Liu, Y. & Ji, Q., « Evidence for modular evolution in a long-tailed pterosaur with a pterodactyloid skull. », Proceedings of the Royal Society B, vol. 277, no 1680,‎ 2010, p. 383-389 (DOI 10.1098/rspb.2009.1603).